# Berliner Straße (Booßen)
Die Berliner Straße ist die Hauptstraße des westlichen Frankfurter Ortsteils Booßen. Sie ist auf ganzer Länge Teil der Bundesstraße 5.

## Lage

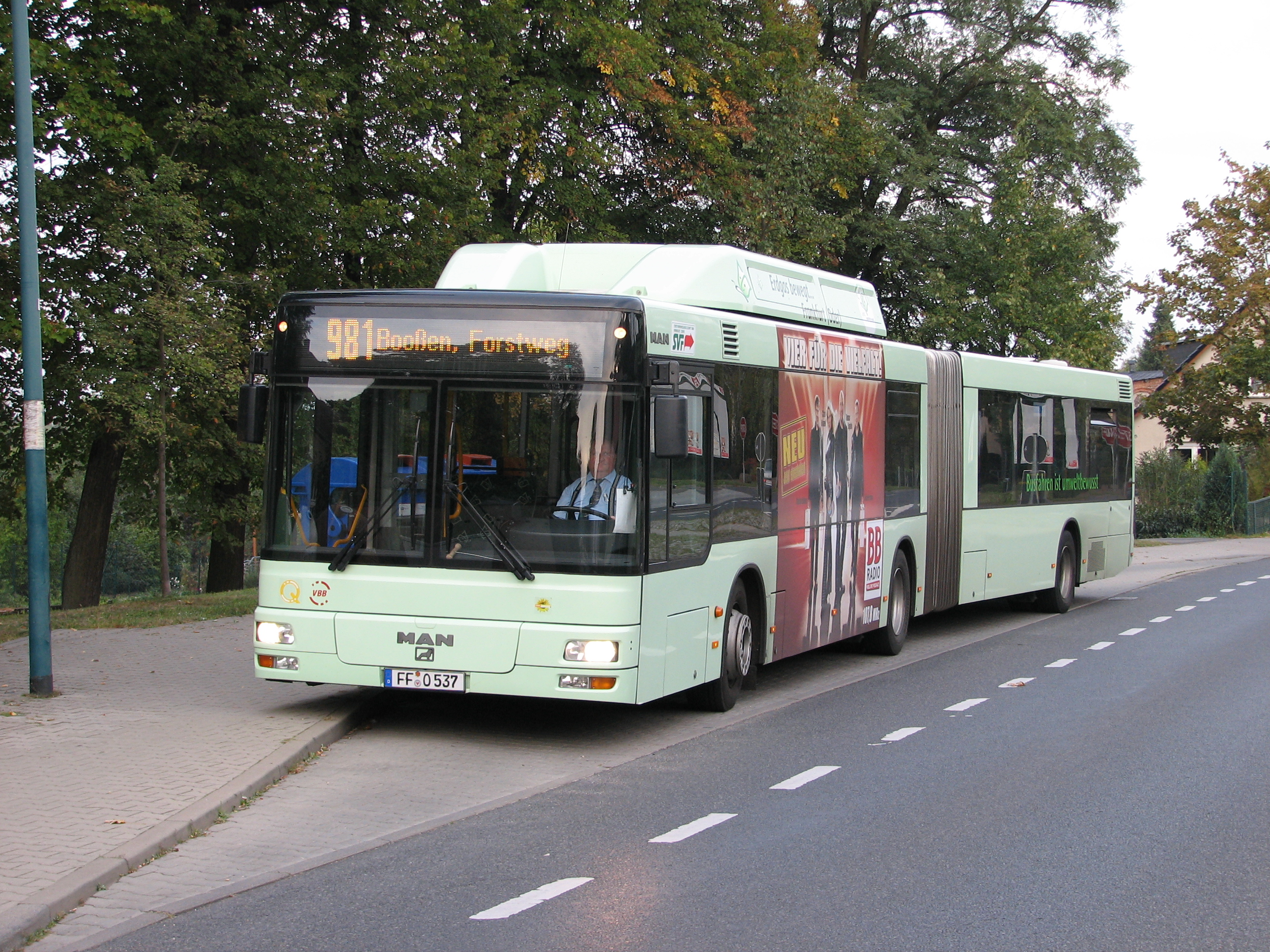
Bus der Linie 981, die durch die Berliner Straße führt.

Die Straße führt in Ost-West-Richtung von der westlichen Stadtgrenze zu Treplin durch das ehemalige Straßendorf Booßen bis zur Einmündung der Straße Gronefelder Weg. An der dort gelegenen Grenze zum östlich gelegenen Ortsteil Kliestow wechselt die Bundesstraße 5 den Namen und wird zur Berliner Chaussee. Am westlichen Ende wechselt der Name der Bundesstraße 5 zu Frankfurter Straße.
Im äußersten Westen Booßens zweigt die Bundesstraße 112 von der Berliner Straße nach Süden ab. Etwa 400 m östlich überquert die Straße den Mühlgraben. Es folgen die abzweigenden Straßen Forstweg, Schäferberg, Wulkower Straße, Schulstraße, Bahnhofsweg und Am Ehrenmal. Etwa 200 m westlich ihres Endes überquert die Berliner Straße die Bahnlinie zwischen Frankfurt (Oder) und Seelow.
Die Buslinie 981 der Stadtverkehrsgesellschaft Frankfurt (Oder) befährt von Frankfurt (Oder) aus kommend einmal pro Stunde die Straße.

## Geschichte
Die Berliner Straße ist die traditionelle Hauptstraße des früher selbständigen Ortes Booßen und wurde 1803 Teil der Landstraße von Berlin nach Frankfurt an der Oder, die bis 1819 in das niederschlesische Breslau verlängert wurde. Als Straße in die damalige preußische Hauptstadt wurde sie nach dieser benannt. Bis 1940 war die Berliner Straße Teil der damaligen Reichsstraße 167 und wurde dann durch einen Trassentausch Teil der Reichsstraße 5. In der DDR war sie Teil der Fernverkehrsstraße 5 und ist seit der Deutschen Einheit Teil der Bundesstraße 5.

## Bauwerke
An der Ecke zur Schulstraße liegt die Grundschule am Mühlenfließ, eine von neun Grundschulen der Stadt Frankfurt (Oder). Direkt südöstlich grenzt das Gelände der Dorfkirche an, das jedoch durch eine Häuserzeile von der Berliner Straße getrennt ist.